# ليو جوردن (سياسي)
ليو جوردن هو سياسي كندي، ولد في 29 ديسمبر 1929 في كندا، وتوفي في 15 فبراير 2015 في كندا. حزبياً، نشط في حزب أونتاريو المحافظ التقدمي. وقد انتخب عضو برلمان مقاطعة أونتاريو.